# Paranerita translucida
Paranerita translucida là một loài bướm đêm thuộc phân họ Arctiinae, họ Erebidae.